# .ml
A .ml Mali internetes legfelső szintű tartomány kódja, melyet 1993-ban hoztak létre. Itt is vannak előre rögzített második szintű tartományok, mint például a .org és a .com.

## Második szintű tartománykódok
- com.ml – kereskedelmi szervezeteknek.
- net.ml – internetszolgáltatóknak.
- org.ml – nonprofit szervezeteknek.
- edu.ml – oktatási intézményeknek.
- gov.ml – kormányzati intézményeknek.
- presse.ml – helyi sajtónak.